# Djinéa Djilecounda
Pour les articles homonymes, voir Djinéa.
Djinéa Djilecounda est un village du Sénégal situé en Basse-Casamance, à proximité de la frontière avec la Gambie. Il fait partie de la communauté rurale de Djibidione, dans l'arrondissement de Sindian, le département de Bignona et la région de Ziguinchor.
Lors du dernier recensement (2002), le village comptait 201 habitants et 28 ménages.